# Brunört
Brunört (Prunella vulgaris) är en art i familjen kransblommiga växter. Det svenska namnet kommer av att brun i äldre svenska var benämning på lila färger.
Den är flerårig och vanlig på gräsplaner, vägkanter, kortväxt gräsmark och skogsmark i nästan hela Norden. I övrigt förekommer arten i Europa, Asien, Afrika och Nordamerika.
Anmärkningsvärda egendomligheter är det tvåläppiga fodret som i fruktstadiet är platt och slutet (delfrukterna frigörs när det brister) och att "blomkransarna" samlade till ett ax i toppen. Blomkransarnas stödblad är små och så förändrade till formen (ibland även till färgen) att de kan anses fungera som en del av blomningen snarare än en del av de vegetativa organen. Sådana blad kallas högblad. På grund av formen på detta ax och den tämligen starka lukten har brunört i vissa landsändar fått namnen skogshumle och backhumle. Det senare namnet kan lätt förväxlas med backhumla, som dock är ett alternativt namn för röllika.

## Underarter
Tre underarter kan urskiljas:
- subsp. vulgaris – har äggrunda till avlångt äggrunda blad, 1,5–6 × 0,7–2,5 cm, som vanligen är glest håriga. Bladkanterna är oregelbundet vågiga eller helbräddade. Förekommer i nästan hela utbredningsområdet.
- subsp. lanceolata – har lansettlika till avlångt lansettlika blad, 1,5–4 × 0,6–1 cm, som är kala eller något ludna. Bladkanterna är helbräddade. Förekommer i östra Asien och Nordamerika.
- subsp. aleutica – har vitt filthår på blomstängelns övre del. Stödbladen är purpur, inte bruna. Förekommer i norra Nordamerika.

## Övrigt
Brunört (夏枯草, Pinyin: xià kū căo) är vanligt förekommande inom traditionell kinesisk medicin då växten anses ha antiinflamatoriska samt kylande egenskaper.

Brunört är även en central ingrediens i en av Kinas mest populära drycker, 'Wanglaoji' (王老吉, pinyin: Wánglǎojí, kantonesiska: Wong Lo Kat).

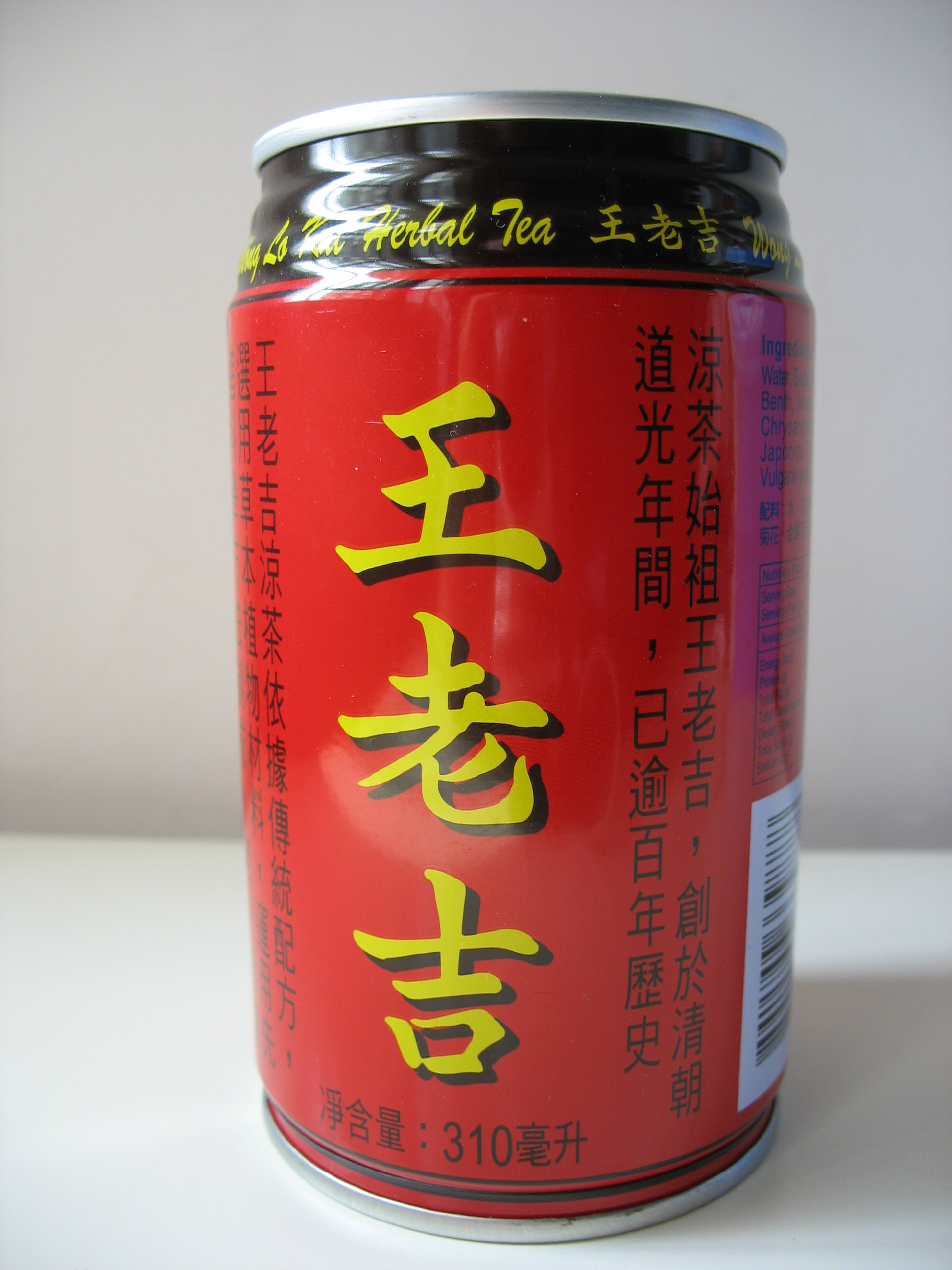
Kinesisk Wanglaoji-dryck innehållande brunört